# Podocnemididae
Podocnemididae – rodzina żółwi z podrzędu żółwi bokoszyjnych (Pleurodira).

## Zasięg występowania
Rodzina obejmuje gatunki występujące w Ameryce Południowej i na Madagaskarze. 

## Podział systematyczny
Podocnemididae jest taksonem siostrzanym dla Pelomedusidae z którym tworzą nadrodzinę Pelomedusoidea.
Do rodziny należą następujące rodzaje:
- Erymnochelys Baur, 1888 – jedynym przedstawicielem jest Erymnochelys madagascariensis (Grandidier, 1867) – arau madagaskarski[5]
- Peltocephalus A.M.C. Duméril & Bibron, 1835 – jedynym przedstawicielem jest Peltocephalus dumerilianus (Schweigger, 1812)
- Podocnemis Wagler, 1830